# Xanthomaculina hottentotta
Xanthomaculina hottentotta är en lavart som först beskrevs av Erik Acharius, och fick sitt nu gällande namn av Hale. Xanthomaculina hottentotta ingår i släktet Xanthomaculina och familjen Parmeliaceae.   Inga underarter finns listade i Catalogue of Life.